# Sacré Léonce
Pour plus de détails, voir Fiche technique et Distribution.
Sacré Léonce est un film français réalisé par Christian-Jaque tourné en 1935 et sorti en 1936.

## Synopsis
Léonce Vavin, entomologiste, doit épouser Cécile Debienne, mais les parents de cette dernière s'aperçoivent rapidement, non seulement qu'il est laid, mais qu'il ne connait rien à la gent féminine. Debienne jette Léonce dans les bras de Tototte, demi-mondaine, afin de le déniaiser. Le résultat est au-dessus des espérances. Léonce devient vite un don Juan et refuse d'épouser Cécile...

## Fiche technique
- Titre : Sacré Léonce
- Réalisation : Christian-Jaque
- Scénario : Pierre Wolff, d'après sa pièce
- Photographie : Willy Faktorovitch
- Montage : William Barache
- Musique : John Ellsworth, Willy Stower, Jacques Météhen
- Décors : Henri Ménessier et  René Renoux
- Pays de production :  France
- Format : Noir et blanc - 1,37:1 - 35 mm  - Son mono
- Genre : Comédie
- Durée : 80 minutes (1 h 20)
- Date de sortie : 
  - France : 17 janvier 1936

## Distribution
- Armand Bernard : Léonce Vavin
- Monique Rolland : Cécile
- Christiane Delyne : Tototte
- Paul Pauley : Monsieur Debienne
- Germaine Charley : Madame Debienne
- Marcel Simon : Monsieur Vernis
- Mona Dol : Madame Vernis
- Gaby Basset : Fifine
- Louis Blanche : Bonenfant
- Nita Raya : Elise
- Charles Lemontier : le chauffeur
- Lucette Desmoulins
- Anna Lefeuvrier
- Marcelle Barry